# Morgan Fisher (Keyboarder)

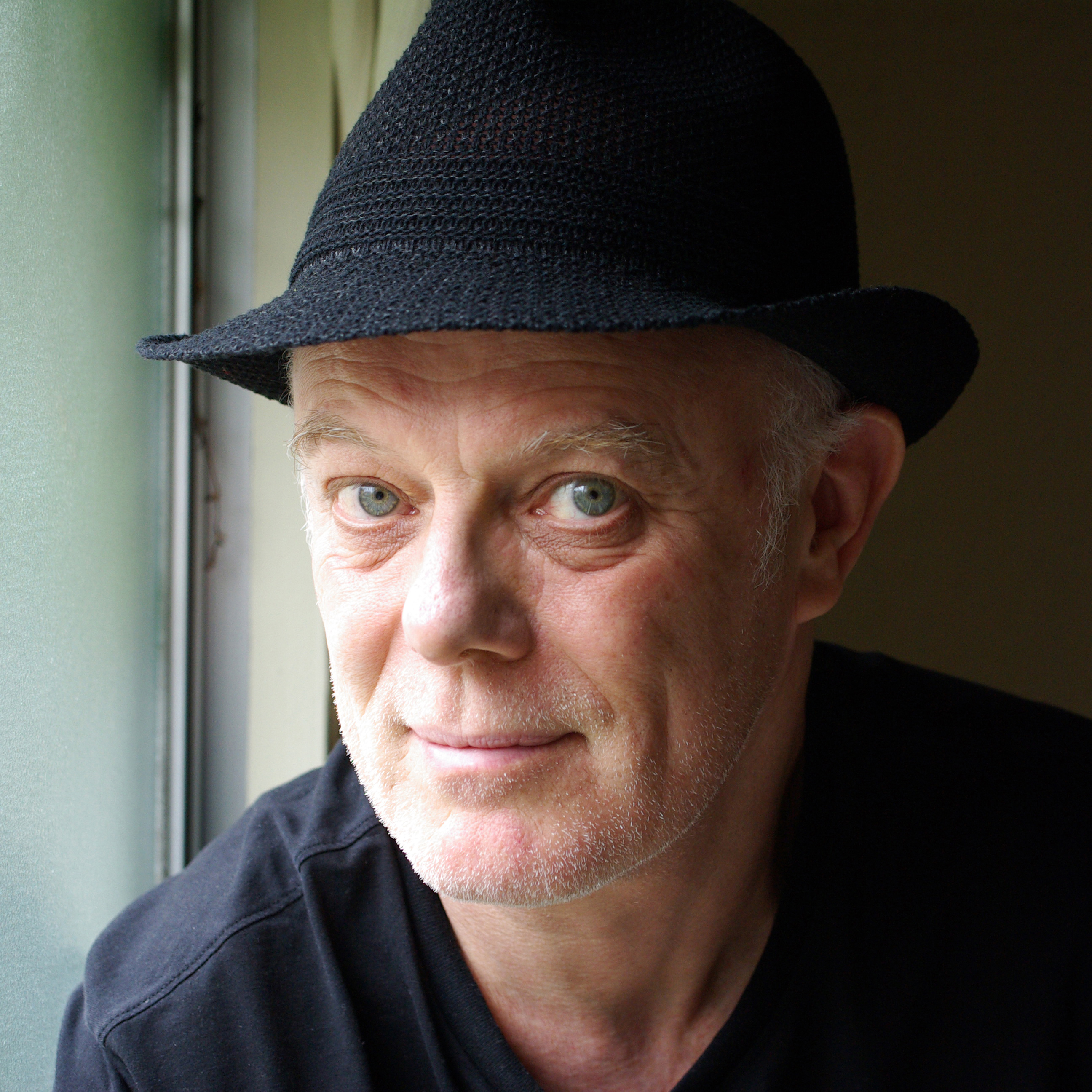
Morgan Fisher (2007)

Morgan Fisher (* 1. Januar 1950 in London) ist ein britischer Keyboarder. Er war Mitglied von The Love Affair, British Lions und Mott the Hoople.

## Werdegang
Zwischen 1968 und 1970 spielte Fisher Orgel bei der Band The Love Affair, mit der er 1968 einen Nummer-eins-Hit, „Everlasting Love“, hatte. 1972 spielte er mit Tim Staffell, dem Sänger der Vorgängerband von Queen, in der Progressive-Rock-Gruppe Morgan und veröffentlichte zwei Alben.
Zwischen 1973 und 1976 war er Mitglied der Band Mott the Hoople, die von David Bowie produziert wurde. In Großbritannien erreichten mehrere Aufnahmen die Top-Ten-Charts. In den folgenden Jahren betrieb er ein Musikstudio und Plattenlabel. 1982 spielte er für Queen auf deren Europa-Tournee Keyboard. 1985 zog er nach Japan, wo er Musik für das Fernsehen schrieb und arrangierte. Außerdem betätigte er sich als Fotograf und präsentierte seine Bilder in Ausstellungen. 2005 nahm er mit dem deutschen Musiker Hans-Joachim Roedelius ein Album auf.

## Diskografie (Auswahl)

### Morgan
Mit Tim Staffell:
- Nova Solis (1972)
- Brown Out (aufgenommen 1972, erschienen 1976; wiederveröffentlicht unter dem Titel The Sleeper Wakes im Jahr 1978)

### Morgan Fisher
- Hybrid Kids – A Collection of Classic Mutants (1979)
- The Pocket Library of Unusual Film Music (1980: Single mit 40 Tracks)
- Slow Music (1980; mit Lol Coxhill)
- Miniatures – A Sequence of Fifty-One Tiny Masterpieces (1980)
- Seasons (1983)
- Ivories (aufgenommen 1972, erschienen 1984)
- Look at Life (1984)
- Inside Satie (1985)
- Water Music (1985)
- Life Under the Floor (1987; Soundtrack zum Film Twilight of the Cockroaches)
- Flow Overflow (1987)
- Peace in the Heart of the City (1988)
- Outer Beauty, Inner Mystery (1989: Cassetten-Album)
- Echoes of Lennon (1990)
- Rebalance (1994)
- Flower Music (1998)
- Remix – We Are in Jump Time (1999)
- Miniatures 2 – A Sequence of Sixty Tiny Masterpieces (2000)
- Three Faces (2003: 7"-Single)

### Weitere Alben
Als Keyboarder war Fisher an folgendem Live-Mitschnitt beteiligt:
- Queen: Queen on Fire – Live at the Bowl (aufgenommen 1982, veröffentlicht 2004 als Album und DVD)